# Superoksid dismutaza
Superoksid dismutaza (EC 1.15.1.1) je enzim sa sistematskim imenom superoksid:superoksid oksidoreduktaza.
Drugi nazivi pod kojim se može naći ovaj molekul su superoksidaza dismutaza, bakar-cink superoksidna dismutaza, Cu-Zn superoksidna dismutaza, ferisuperoksidna dismutaza, superoksidna dismutaza I, superoksidna dismutaza II, SOD, Cu,Zn-SOD, Mn-SOD, Fe-SOD, SODF, SODS, SOD-1, SOD-2, SOD-3, SOD-4, hemokuprein, eritrokuprein, citokuprein, kuprein, hepatokuprein
Ovaj enzim katalizuje sledeću hemijsku reakciju
{\displaystyle {\ce {2O_2^- + 2H^+ -> H_2O_2 + O_2}}}
Ovaj enzim je metaloprotein. Superoksid dismutaze ubrzavaju disproporcionisanje superoksida 10.000 puta što je dovoljno da onemogući brzu reakciju superoksida sa biološkim tkivom.
Bakar, cink-superoksid je enzim prisutan kod bakterija i kod eukariota. Bakar, cink-superoksid dismutaza sadrži katalitički aktivan tip I bakarnog centra i strukturni cink centar, koji su povezani histidinom. 
Tokom reakcije peroksid se oksiduje do kiseonika, a bakar(II) se redukuje do bakar(I).

## Mehanizam
Detaljan mehanizam se može predstaviti na sledeći način u četiri koraka:
1. izmena vode i superoksida
2. oksidacija spoljašnjeg superoksida do hidroperoksida, a redukcija bakra
3. redukcija unutrašnjeg superoksida do hidroperoksida, a oksidacija bakra
4. regeneracija bakar centra uz izdvajanje vodonik peroksida

Bilo koji metal čiji se redoks potencijal nalazi između -0,3 i +0,9 V može da deluje kao superoksid dismutaza. Zato se u ovim enzimima često može naći gvožđe ili mangan zbog svoje biodostupnosti.

## Literatura
- Nicholas C. Price; Lewis Stevens (1999). Fundamentals of Enzymology: The Cell and Molecular Biology of Catalytic Proteins (Third изд.). USA: Oxford University Press. ISBN 019850229X.
- Eric J. Toone (2006). Advances in Enzymology and Related Areas of Molecular Biology, Protein Evolution (Volume 75 изд.). Wiley-Interscience. ISBN 0471205036.
- Branden C; Tooze J. Introduction to Protein Structure. New York, NY: Garland Publishing. ISBN 0-8153-2305-0.
- Irwin H. Segel. Enzyme Kinetics: Behavior and Analysis of Rapid Equilibrium and Steady-State Enzyme Systems (Book 44 изд.). Wiley Classics Library. ISBN 0471303097.
- William P. Jencks (1987). Catalysis in Chemistry and Enzymology. Dover Publications. ISBN 0486654605.

## Spoljašnje veze
- Superoxide+dismutase на 